# Inertfestigkeit
Als Inertfestigkeit {\displaystyle \sigma _{IC}} (inert = lat. träge, unbeteiligt) wird in der Bruchmechanik die Bruchfestigkeit eines Werkstoffs unter inerten Bedingungen und bei vernachlässigtem unterkritischem Risswachstum bezeichnet.
Sie stellt eine Obergrenze der Bruchfestigkeit {\displaystyle \sigma _{B}} in Abhängigkeit von der Belastungsgeschwindigkeit dar, bei der unterkritisches Risswachstum ausgeschlossen werden kann, da der Bruchvorgang schneller erfolgt als das Risswachstum.
Dagegen kommt es bei niedrigen Belastungsgeschwindigkeiten („die Spannung {\displaystyle \sigma } wird langsam auf den Werkstoff ausgeübt und/oder erhöht“) aufgrund von Inhomogenitäten und Baufehlern im Werkstoff zur Bildung besagter Risse, deren Wachstum die Festigkeit auf Werte unter {\displaystyle \sigma _{IC}} begrenzt.
Um die  Abhängigkeit der Bruchwahrscheinlichkeit von der Lebensdauer zu erfassen, wird die Inertfestigkeit in Form ihrer Weibull-Verteilung herangezogen.